# Meteorologická stanice Červená u Libavé
Meteorologická stanice Červená u Libavé se nachází vedle vrcholu kopce Červená hora v nadmořské výšce cca 748,1 m v pohoří Nízký Jeseník v katastru vesnice Guntramovice (části obce Budišov nad Budišovkou) v okrese Opava v Moravskoslezském kraji. Stanice byla postavena v roce 1952 především pro potřeby Vojenského prostoru Libavá (dnešní vojenský újezd Libavá) a od roku 1954 je pod civilní správou současného Českého hydrometeorologického ústavu. V roce 1970 byl zaveden nepřetržitý provoz a od roku 1990 je stanice poloautomatizovaná. Náplní práce stanice jsou klimatologická, astronomická a seismická měření.

## Vědecké vybavení meteorologické stanice
- Teploměry (suchy, vlhký, maximální a minimální, čidla měření přízemní teploty, teploty půdy a automatického měření)
- Kulová anténa pro měření úderu blesku
- Přístroj pro měření obsahu těžkých kovů ve srážkách
- Celooblohová kamera (bolidová kamera) pro fotografování a určování dráhy bolidů
- Barometr a barograf
- Výparoměr
- Přístroje pro měření čistoty ovzduší
- Přístroje pro měření vlhkosti a radiace
- Seismické přístroje
- Pluviokolektor
- Srážkoměry
- Heliografy
- Měřiče výšky oblačnosti
- Sněhoměrné latě
- Samopisný ombrograf
- Anemometr

## Další informace
Poblíž vrcholu Červené hory se nachází vysílač a také ruiny Bývalé navigační věže, která původně sloužila pro válečné potřeby leteckých sil (Luftwafe),
Západním směrem se nachází památný strom Zlatá lípa a Lávový suk Červená hora.
Severozápadním směrem se nachází Kaple svatého Jana Nepomuckého, Pomník obětem bitvy u Guntramovic a Cesta Česko-německého porozumění.

## Galerie

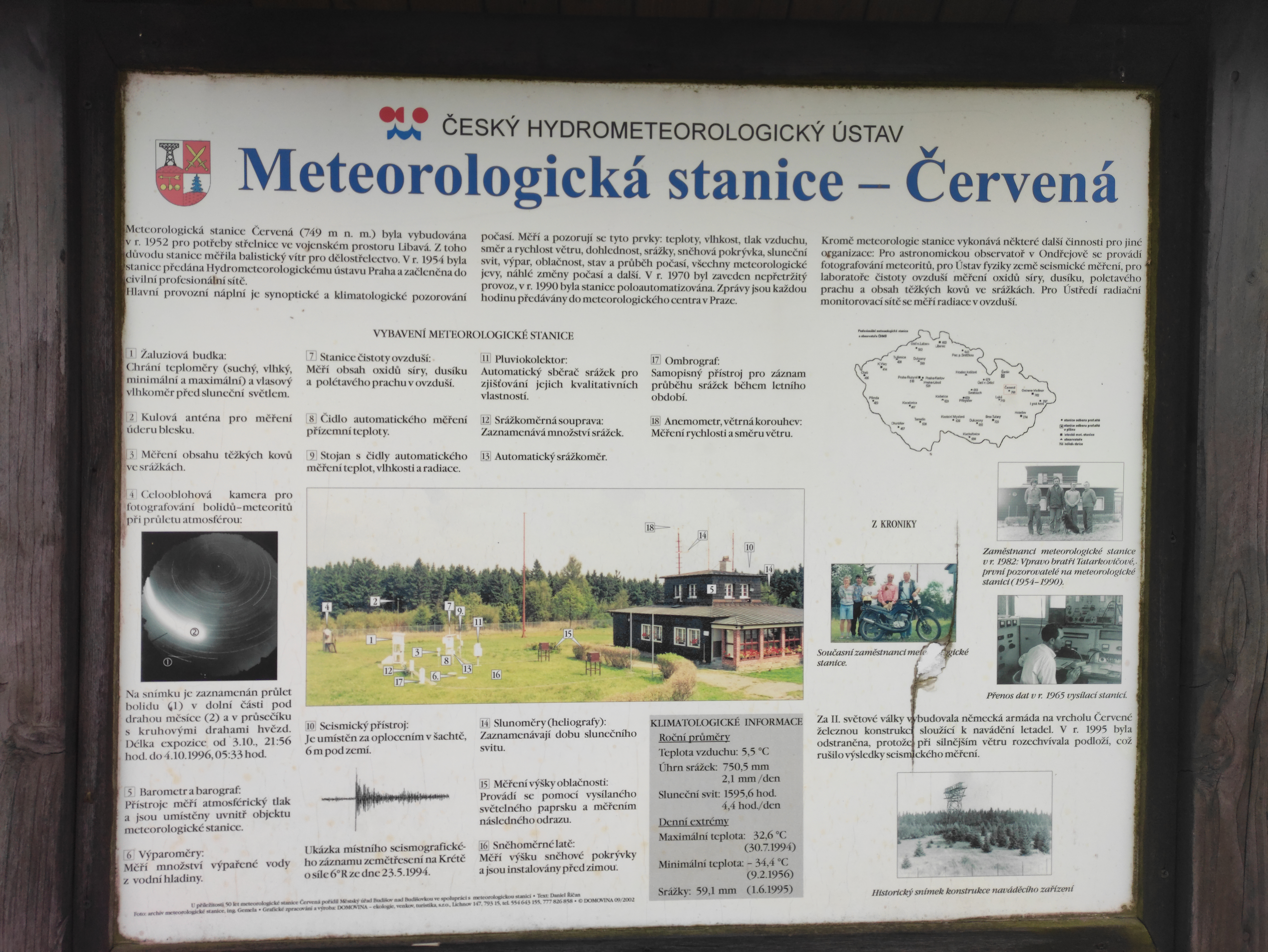
Informační tabule na místě
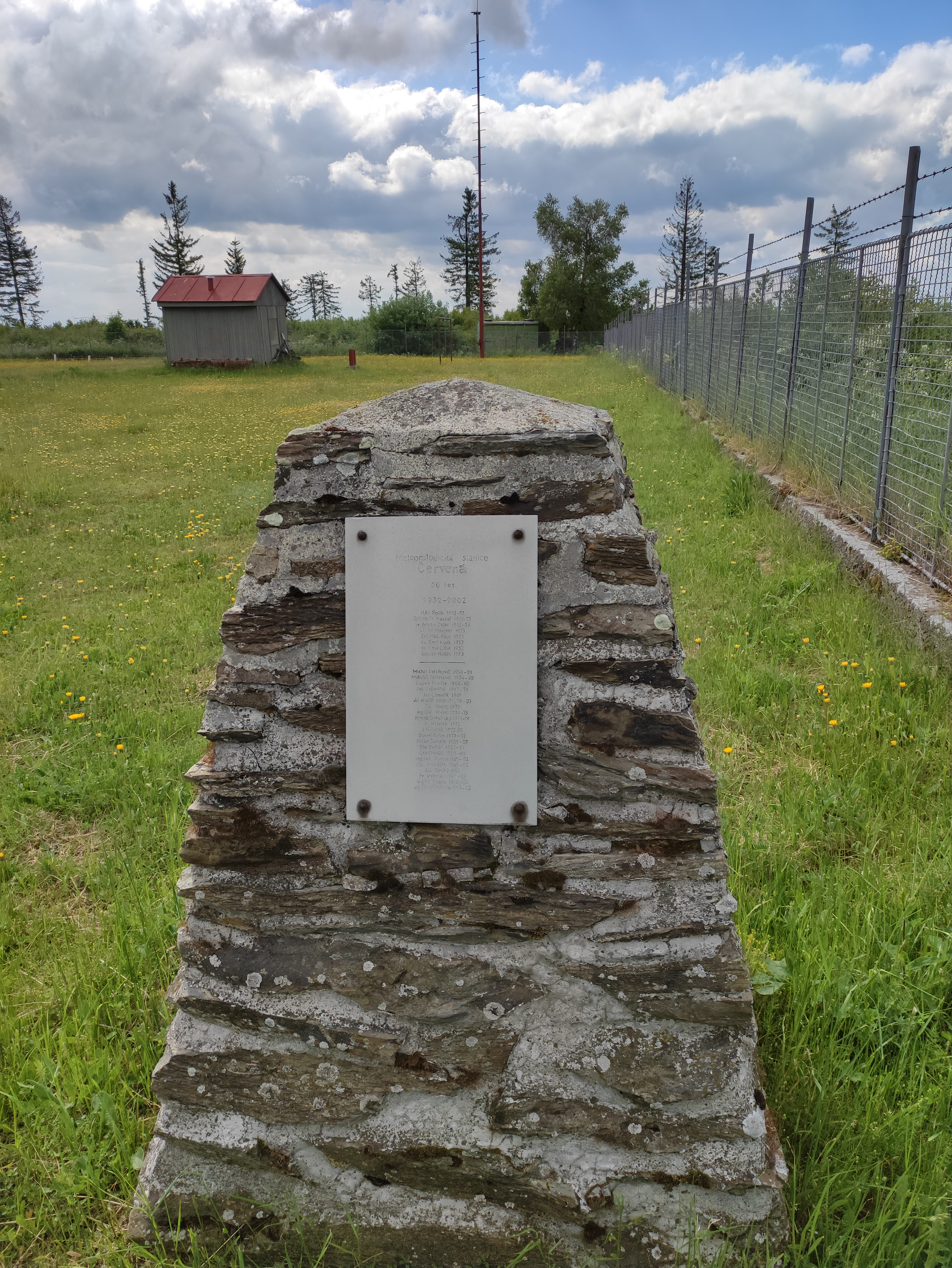
Pamětní deska u příležitosti výročí 50. let meteorologické stanice